# Sílvio Romero
Sílvio Vasconcelos da Silveira Ramos Romero (Lagarto, 1851 — Rio de Janeiro, 1914) était un avocat, juriste, juge, journaliste, critique littéraire, essayiste, poète, écrivain, historien, philosophe, politologue, sociologue, professeur et homme politique brésilien.
Formé à la faculté de droit de Recife, il mena d’une part une carrière de juge et eut d’autre part un parcours d’enseignant, exerçant comme professeur de droit et de philosophie dans des établissements secondaires et à l’université. Il s’engagea par ailleurs dans la politique, tant à l’échelon de son État natal, le Sergipe, qu’au niveau national, et réussit à se faire élire député fédéral en 1898. Parallèlement, tout en faisant des incursions dans le journalisme, il faisait paraître un grand nombre de livres, d’articles et d’opuscules traitant d’histoire littéraire, d’ethnologie et de sociologie, à côté de plusieurs ouvrages savants dans le domaine du droit. Ses recueils de poésie, au nombre de deux, ne feront pas date. On lui doit en outre plusieurs collections de contes populaires, fruits de son étude approfondie du folklore de son pays.
Moins pertinent comme critique littéraire et historien de la littérature, car partial et peu pondéré, Silvio Romero fait figure en revanche d’observateur pointu du Brésil et de sa réalité sociale, et fut un historien de la culture d’une grande pertinence. La critique littéraire était pour lui prétexte à penser et théoriser le Brésil. Aussi son maître-livre, sa monumentale História da literatura brasileira (1888, multiples rééditions), apparaît-il avant tout comme un traité de sociologie de la culture brésilienne, dans lequel son auteur ne se proposait pas tant à présenter la littérature en elle-même et ses insaisissables subtilités, qu’à élaborer une herméneutique du Brésil, reflétant ainsi l’obsession de Romero d’expliquer le Brésil et d’en construire une théorie totalisante, à travers une interprétation, systématique et concomitante, de la littérature (prise ici dans un sens très large, englobant tous les écrits didactiques possibles) et de la société brésiliennes ; les essayistes, tels José Veríssimo, qui s’en tenaient « au critère purement esthétique », seront rudement rabroués par l’auteur, qui savait à l’occasion se montrer un virulent polémiste.
Imprégné des aprioris scientistes en vogue dans la seconde moitié du XIXe siècle, tant au Brésil qu’en Europe, et influencé en particulier par Herbert Spencer et Frédéric Le Play, Romero privilégia les approches expressément scientifiques et objectivistes pour appréhender la réalité brésilienne, non seulement la littérature, mais le pays dans sa totalité — optique qui du reste sous-tend aussi ses autres ouvrages, avec toujours cette antinomie sous-jacente entre prétentions scientifiques d’un côté, et de l’autre la volonté de saisir les singularités historiques intimes d’une société ibéro-américaine héritée du colonialisme ; la gageure de Romero fut de mettre l’universalité de la science au service d’une exploration de l’essence singulière et unique du Brésil. L’appréhension intellectuelle de cet essentialisme national, que Romero postulait être ancré dans le peuple, ne pouvait selon l’auteur s’effectuer qu’au moyen d’instruments scientifiques positifs.
Ce qui aux yeux de Romero donnait corps et substance au caractère national brésilien était le métis ; le métissage est l’essence même de la nationalité brésilienne, et apparaît comme seul apte à en neutraliser les possibles ferments de désagrégation (telle que l’idée fédéraliste). Le métissage, idéal de l’identité nationale brésilienne, concept où viennent s’amalgamer déterminants raciaux et éléments d’autres sphères (psychologique, sociologique, culturel, mais aussi politique), est vu comme une force biologique capable de consolider l’unité nationale.

## Biographie
Sílvio Romero naquit en 1851 dans la ville de Lagarto, qui appartenait alors à la province de Sergipe, dans la région du Nordeste. Son père, André Ramos Romero, était originaire du nord du Portugal, et passait pour « très intelligent et très satirique », selon les termes de Luís Washington Vita.
Il fit ses premières études dans son bourg natal, puis se rendit en 1863 à Rio de Janeiro, pour lors capitale de l’empire du Brésil, dans le but d’y suivre, à l’Athénée de la ville, les études préparatoires à l’entrée à la faculté de droit. Plus tard, Romero désignera, parmi ses professeurs d’alors, cinq hommes ayant « assez influencé » sa pensée, dont Joaquim Veríssimo da Silva, qui enseignait la philosophie, en raison de ses « exposés de la métaphysique allemande, principalement celle de Kant, de qui il se montrait grand connaisseur », et le père Patrício Muniz, maître de rhétorique et de poésie, par les digressions que, dans ses conversations, il faisait sur la sphère culturelle germanique, de la philosophie de laquelle il était fort admiratif, s’ingéniant même à l’amalgamer à la scolastique. 
En 1868, Romero s’en retourna dans son Nordeste natal pour s’y inscrire, à l’âge de 17 ans, à la faculté de droit de Recife, où il lui sera donné de connaître, entre autres professeurs, Tobias Barreto, Joaquim Nabuco et Araripe Júnior. Dans les années 1870, il commença, encore étudiant, à collaborer comme critique littéraire à divers journaux pernamboucains et cariocas. Après avoir obtenu son titre de licencié en droit (bacharel) en 1873, il fut nommé l’année suivante procureur de la comarque d’Estância, dans le Sergipe, et réussit à se faire élire peu après député provincial. En 1875, il épousa Clarinda Diamantina Correia de Araújo.
Cette même année 1875, il postula pour la chaire de philosophie au Collège des arts, annexe de la faculté de droit. Deux années auparavant déjà, en 1873, il avait soutenu sa thèse de doctorat en droit, à la faculté de Recife, et publié parallèlement son premier livre, intitulé Etnologia selvagem. En 1876, il fut désigné juge municipal à Parati (quartier de l’actuelle municipalité d’Araruama), dans la province de Rio de Janeiro. En 1878, il publia deux ouvrages, le recueil de poèmes Cantos do fim do século ― Poesias (littér. Chants du fin du siècle), avec une intéressante préface où il exposait sa conception de la poésie, et A filosofia no Brasil. Dans le premier, l’auteur malmenait le milieu universitaire et intellectuel de Rio de Janeiro, tout en exaltant les qualités de Tobias Barreto, son maître et originaire comme lui du Sergipe, et dans le second fustigeait avec véhémence les courants philosophiques alors en vogue au Brésil, en particulier le spiritualisme et le positivisme. En 1879, il se fixa à Rio de Janeiro, où il devait bientôt se faire un nom, en particulier comme critique littéraire, et où par ailleurs, s’abritant derrière le pseudonyme de Feuerbach, il fit de fréquentes contributions à la presse sous forme d’articles où il attaquait des personnalités du parlement impérial. En 1880, il postula au poste de professeur de philosophie au Collège impérial Pierre II, défendant à cette occasion un mémoire intitulé Da interpretação filosófica na evolução dos fatos históricos ; reçu, puis nommé professeur, il travailla à ce titre au collège de 1881 à 1910. Polémiste actif, il contribua de façon significative à ce que l’École de Recife ― dénomination dont la paternité lui revient ― fût connue dans tout le Brésil.
En 1882, Romero faisait paraître son Introdução à história da literatura brasileira, puis l’année suivante clôtura sa carrière de poète par un deuxième et ultime recueil de poésies, Últimos Harpejos (littér. Derniers arpèges). En 1884 parut Estudos de literatura contemporânea et en 1887 un ouvrage polémique intitulé Uma esperteza (littér. Une perfidie), dans lequel il attaquait l’érudit et écrivain portugais Teófilo Braga. L’année d’après, Romero publia son œuvre la plus importante, História da literatura brasileira.  
En 1889, année de la mort de Tobias Barreto et de l’instauration de la république au Brésil, Romero s’engagea à nouveau dans l’activité politique, publiant un Manifesto aos eleitores da Província de Sergipe, ainsi que Mensagem dos homens de letras do Rio de Janeiro ao Governo Provisório (littér. Message des hommes de lettres de Rio de Janeiro au Gouvernement provisoire). En 1891, il écrivit des articles sur l'enseignement scolaire pour le journal carioca Diário de Notícias, que dirigeait alors Rui Barbosa, et fut nommé la même année membre du Conseil de l'instruction supérieure par Benjamim Constant. Il mit alors sur pied le Parti national, et se présenta sous cette étiquette comme candidat au sénat, mais, ayant été battu dans les urnes, retourna dans le Sergipe en 1891. En 1894, il épousa en troisièmes noces Maria Pereira Barreto. S’engageant cette fois dans la politique de son État natal, il prit activement part au mouvement populaire qui renversa cette même année 1894 le gouverneur José de Calazans. En 1894 encore, il fit paraître un important ouvrage critiquant le positivisme, intitulé Doutrina contra doutrina (littér. Doctrine contre doctrine), puis, l’année suivante, ses Ensaios de filosofia do direito (littér. Essais de philosophie du droit).
Il fut en 1897, aux côtés notamment de Machado de Assis, l’un des intellectuels à l’origine de l’Académie brésilienne des lettres (ABL), et occupa ensuite le fauteuil patronné par Hipólito da Costa. La même année, il publia l’ouvrage intitulé Machado de Assis, contre lequel prendra position Lafayette Rodrigues Pereira. En 1898, Romero fut élu député fédéral pour le Sergipe, et siégea ensuite, en qualité de rapporteur général, dans la commission chargée de la révision du code civil.
D’une santé vacillante, il fit un voyage en Europe en quête d’un traitement médical, et séjourna trois mois en France et au Portugal. En 1904, il fit paraître Discursos, recueil des discours qu’il avait prononcés devant la Chambre fédérale. En 1906, en collaboration avec João Ribeiro, il publia Compêndio de Literatura Brasileira, et prononça la même année le discours de réception d’Euclides da Cunha à l’Académie brésilienne des lettres. En 1911, souffrant de tuberculose, il se fixa comme juge dans le Minas Gerais ; il y publiera une série d’essais polémiques et de libelles politiques, notamment contre José Veríssimo, Laudelino Freire et Júlio de Castilhos, contre la politique des gouverneurs, etc.). Silvio Romero ne manqua jamais d’ennemis, parmi lesquels José Veríssimo occupait la tête de liste. Les deux hommes menèrent une longue et inélégante polémique, avec force provocations des deux côtés, encore que Silvio Romero apparût toujours comme le plus acerbe.  
D’autre part, il cofonda la faculté de droit de la ville mineira d’Ouro Preto, laquelle faculté sera ultérieurement intégrée, vers la fin du XIXe siècle, dans l’université fédérale locale à Belo Horizonte. En 1913, il renonça à son poste à la Faculté libre de sciences juridiques et sociales de Rio de Janeiro, où il avait enseigné la philosophie du droit. Il s’éteignit à Rio de Janeiro le 18 juillet 1914, à l’âge de 63 ans.

## Œuvre
Dans ses divers travaux, Sílvio Romero ambitionnait d’appréhender non seulement la production littéraire de son pays, mais aussi la société brésilienne elle-même. À l’instar d’une bonne partie de l’intelligentsia de son temps, il se laissa largement influencer par le scientisme, considérant en effet cette attitude comme une conquête intellectuelle de la modernité. Sur cette base, l’auteur s’attacha à construire une interprétation de la littérature brésilienne, et du pays lui-même, où se faisaient jour deux horizons herméneutiques : le cadre littéraire, et le nationalisme. Dans le cadre littéraire, Romero ne se borna pas aux poètes et romanciers, mais aborda aussi les historiens, économistes, orateurs, moralistes, etc. La quête obstinée de la nationalité brésilienne était chez lui tout à fait explicite, et proclamée un mérite en soi.  

### Études littéraires
Les études littéraires de Sílvio Romero, telles que, en particulier, sa monumentale História da literatura brasileira, s’inscrivent dans une entreprise intellectuelle de grande envergure et de longue haleine, dans laquelle l’auteur ne se confinera jamais à des thèmes strictement littéraires. D’autre part, la critique littéraire fit fréquemment office d’espace polémique, dans lequel avaient lieu le débat d’idées et les discussions sur les différents enjeux nationaux, et qui exerçait un grand attrait sur les intellectuels brésiliens de l’époque ; sous l’intitulé de critique littéraire, l’on débattait d’idées politiques, de thématiques sociales, et accessoirement de littérature. Romero s’était emparé de la critique littéraire comme instrument pour penser et théoriser le Brésil.  
Sur ce plan, son principal contradicteur fut José Veríssimo. Veríssimo s’était lui aussi, comme Romero, imbibé du scientisme de la fin du XIXe siècle, avait partagé les mêmes préoccupations générales au sujet du caractère national de la littérature (sujet alors en vogue), et avait pris part à la guerre lancée contre le romantisme. Cependant, par la suite, Veríssimo s’infléchit vers une critique esthétique et psychologique de la littérature, la comprenant désormais comme art de la parole et comme œuvre de fiction. Silvio Romero en revanche, dans son História da literatura brasileira, ne voulut pas renoncer à la perspective sociologique, ce qui se traduisit par une interprétation systématique concomitante de la littérature et de la société brésiliennes, à telle enseigne que les commentateurs des écrits de Romero — notablement Antonio Candido, Sérgio Buarque de Holanda, Sílvio Rabello, José Guilherme Merquior et Roberto Ventura — s’accordent à dire dans leur évaluation de son œuvre que celle-ci est avant tout un traité de « sociologie de la culture brésilienne ». Sa grande obsession en effet était d’expliquer le pays, et ses efforts ne visaient pas tant à présenter la littérature en elle-même et ses insaisissables subtilités, qu’à élaborer une herméneutique du Brésil.  
Selon Sérgio Buarque de Holanda, tant la richesse que les carences de Sílvio Romero sont la conséquence de sa perspective sociologique, laquelle apparaît avoir été le fondement de son travail interprétatif et de son engagement militant, et fut ce qui l’a poussé à rédiger son História da literatura brasileira ; le « programme ambitieux » de cet ouvrage aurait dès lors consisté à entreprendre une lecture externe des textes de la tradition littéraire du Brésil (en plus de la tradition populaire), afin d’appréhender la « généralité » du Brésil. Pour Romero, les créations de l’intelligence et de l’imagination faisaient partie intégrante d’un même tout, et ne représentaient plus rien une fois délié de ce tout. Aussi convenait-il, pour l’auteur, de considérer et de saisir dans lesdites créations, voire de façon privilégiée à travers elles, le milieu, les races, les folklores, les traditions du pays. Buarque de holanda nota que « ce fut là, en somme, le programme ambitieux qu’il traça pour l’élaboration de son œuvre maîtresse ».
Significativement, en 1904, répondant par lettre à un questionnaire établi par João do Rio pour la presse carioca, Sílvio avoua : « Chez moi, la question littéraire est des plus compliquées et se trouve tellement mêlée à des situations critiques, philosophiques, scientifiques, voire religieuses, que je n’ai jamais pu l’en séparer ».

#### História da literatura brasileira
Sílvio Romero laissa une œuvre abondante, traitant d’un large éventail de sujets et constituée d’un grand nombre d’articles et d’essais parus en revue ou dans des livres, mais eut soin parallèlement de composer une synthèse de sa pensée concernant la culture et la société brésiliennes sous la forme de sa monumentale História da literatura brasileira, en y incorporant ce qu’il considérait être le plus significatif dans ses autres textes. História da literatura brasileira représente, à l’image de la trajectoire intellectuelle de l’auteur lui-même, un livre généralisateur, où apparaissent des considérations sur chacun des savoirs, et où se fait jour, en accord avec son idée de cohésion du système littéraire, un effort constant de trouver toujours des explications à base scientifique.   
Pour Romero, le système littéraire, résultante d’une interaction avec les autres systèmes, est lié aux conditions de la circulation littéraire qui sont propres à chaque moment historique. Ce facteur historique étant déterminant, la littérature figure comme un produit culturel subordonné aux faits historiques et aux déterminations de nature politico-sociale. Romero se préoccupait en particulier de la destinée des œuvres dans les classes dirigeantes, conformément aux modèles de la sélection naturelle en vigueur à son époque, mais ce qui lui importait plus particulièrement était les répercussions directement associées au pouvoir politique.  
Le premier tome est tout entier consacré à des considérations extra-littéraires. Sur plus de trois centaines de pages, Sílvio Romero aborde les diverses théories sur l’histoire du Brésil, sur les « races qui constituent le peuple brésilien », sur le « métis », sur les « traditions populaires », sur les « transformations de la langue portugaise », sur les « rapports économiques », et sur les « institutions politiques et sociales ». Dans les quatre tomes suivants, l’auteur introduit une classification de la production littéraire en fonction des écoles et des périodes. Le matériau exploité pour cette analyse est loin de se limiter aux seuls auteurs de fiction, puisqu’il englobe, outre les poètes et les romanciers, des chroniqueurs, historiens, théologiens, moralistes, juristes etc., Romero ambitionnant de traiter tout ce qui avait jamais été écrit au Brésil depuis l’époque coloniale,. Pour lui, est littérature tout ce qui a été écrit et publié sous forme de livre. De fait, dans le premier tome, l’auteur laisse transparaître que ce sont les facteurs extra-littéraires qui pour lui déterminent la qualité des textes. Les textes, qu’ils fussent littéraires ou non, constituaient autant de documents propices à explorer et consigner l’« effusion du génie national ». 
Dans le premier tome, Sílvio Romero expose une véritable théorie du Brésil, valant manière de lire et de comprendre non seulement la littérature brésilienne, mais aussi le pays lui-même. Cette optique imprègne non seulement son História d’un bout à l’autre, mais aussi ses autres ouvrages, et avec toujours cette antinomie sous-jacente : l’opposition entre d’une part, l’adoption par l’intelligentsia brésilienne, sur les décombres de la sensibilité romantique, des présupposés épistémologiques en vogue dans l’Europe de la seconde moitié du XIXe, c’est-à-dire de ses prétentions expressément scientifiques et objectivistes, et d’autre part, l’ambition d’explorer et de reconnaître les singularités historiques d’une société ibéro-américaine, héritée du colonialisme car née du besoin d’expansion de l’homme européen dans l’époque post-médiévale. Ces deux tendances opposées ― science européenne moderne et tradition coloniale brésilienne ― étaient à la base de la construction intellectuelle de Romero et formaient les deux versants d’un problème qui assaillait sa conscience et qui d’une manière ou d’une autre irriguera toute son œuvre. De l’universalité de la science, il allait progressivement pencher vers la singularité brésilienne. 
Les parties du livre qui suivent le tome premier abordent de manière inégale la production intellectuelle jusqu’à environ 1880, mais avec le défaut grave d’omettre largement les auteurs de fiction du XIXe. Plus grave encore sans doute est le fait que ces parties du livre culminent dans un stupéfiant panégyrique en honneur de Tobias Barreto, qui couvre 120 pages, soit plus d’espace que tout le XVIIIe siècle, cet auteur se voyant quasiment hissé au statut de plus grand écrivain brésilien, supérieur à Castro Alves comme poète, à Machado de Assis comme prosateur, et à tout le monde comme penseur. Cet accès d’irresponsabilité critique, ajouté aux autres irrégularités, démesures, digressions intempestives, jugements sentimentaux, et même rosseries, ont pour effet de déséquilibrer l’économie de l’ouvrage, mais ne mettent pas en cause son intérêt en tant qu’œuvre passionnée et pénétrante, ni son caractère monumental.
La génération post-romantique, qui faisait profession d’universalisme et se souciait d’opérer une actualisation historique de la société brésilienne, œuvra ce faisant dans un sens résolument occidentalisant, ce qui impliqua une large adhésion aux signes de la modernité issue de la deuxième révolution industrielle, dont en particulier l’accent mis sur la science, admise comme le principal outil explicatif de la « réalité ». Durant cette période, les influences du positivisme d’Auguste Comte, de l’évolutionnisme de Herbert Spencer et du monisme d’Ernst Haeckel convergeaient pour faire régner un déterminisme scientiste caractérisé par l’adhésion aux principes de base des sciences naturelles, du savoir empirique et de l’attitude expérimentale. À partir de là, la volonté d’objectivité, l’engouement pour le réalisme et pour le naturalisme, et la croyance dans les déterminismes physiques et ethnologiques imprégneront la quasi-totalité des travaux de réflexion sur la patrie brésilienne. 
Sílvio Romero, faisant siens les aprioris scientistes, les mit à contribution pour expliquer la formation historique du Brésil. L’esprit de son époque avait instillé dans la vision de Romero ce paradoxe, que l’universalisme scientiste eût à rendre compte de l’essence nationale, autrement dit : le scientisme devait rendre raison de la sensibilité nationaliste. Le nationalisme brésilien de la fin du XIXe fut particulièrement vivace et souvent ombrageux, et se focalisait autour de la question de savoir comment le Brésil pouvait se constituer en une nation civilisée et moderne à partir de ses « trois races » et de leurs subséquents mélanges survenus au long de près de quatre siècles. C’est plus particulièrement la perception des « trois races » qui occupa l’imagination de Romero et qui présidera à la genèse de sa théorie du Brésil. En prenant la littérature comme un « objet » et en situant celui-ci dans une perspective historique et ethnologique, tout en recadrant cette perspective dans les limites de la perception romantique de la nation, Romero eut en fait recours à un expédient  fréquent dans l’Europe du XIXe, où des études littéraires s’étaient en fait toujours attachées à fixer des normes nationales. 
Le discours littéraire de Romero s’appuiera sur deux piliers fondamentaux : d’une part, le projet de construire une synthèse interprétative nourrie de l’« esprit philosophique de nos jours », d’autre part, le dessein d’élaborer, sous le signe de ce qu’il définissait comme « évolutionnisme philosophique », une critique apte à englober « la philosophie, l’ethnographie, la politique et la littérature proprement dite », tout cela cependant « sous le point de vue de ses applications au Brésil ». Ainsi, la mise en œuvre des thèses scientistes pour appréhender la réalité brésilienne lui semblait-elle la voie royale pour saisir non seulement la littérature, mais aussi le pays dans sa totalité, et apparaît-elle comme le moteur intime de son maître-livre.
Si l’art, comme on l’admettait à l’époque, imitait la vie ou la nature, alors la littérature reflétait les événements, de sorte  que le peuple et la nation étaient rendus visibles à travers les textes littéraires, et la littérature devait apparaître comme une forme d’appropriation quasi épistémologique du monde. À partir de cette prémisse, Sílvio Romero développa son « système » pour rendre compte de son pays : d’un côté la recherche objective de la « vérité », l’attitude scientifique impersonnelle, et de l’autre, le « rêve », la dimension affective et émotionnelle. Comme l’indiqua l’auteur : « Indépendance littéraire, indépendance scientifique, renforcement de l’indépendance politique du Brésil, voilà le songe de ma vie ». Dans l’esprit de Romero, l’universalité de la science doit se mettre au service d’une reconnaissance de l’essence singulière du Brésil. La nation comme cadre d’interprétation et la corrélation postulée entre valeur littéraire d’une œuvre et son implantation dans la nationalité sont les axes qui orientaient la critique et l’historiographie non seulement de Romero, mais aussi de plusieurs autres auteurs, tels que José Veríssimo et Araripe Júnior, quoique chez aucun de ces derniers l’idée de nation ait occupé la position centrale qu’elle occupait chez Romero. On retrouve également chez Euclides da Cunha, par delà les différences profondes entre les deux auteurs, le même essentialisme national ancré dans le peuple, dont l’appréhension intellectuelle devait s’effectuer au moyen d’instruments scientifiques positifs. Romero et Da Cunha admettaient tous deux implicitement l’idée romantique qu’une nation possédât une essence, que toutefois la science serait seule apte à saisir réellement.
En mettant en avant comme critère de valeur littéraire la description du peuple, Romero se trouvait en fait dans la droite ligne des topos littéraro-nationalistes de son époque. Si Euclides da Cunha avait une vision pessimiste, conflictuelle, voire suicidaire de la nationalité brésilienne (en effet, finalement, « le tronc vigoureux de notre nationalité » fut broyé ou s’immola dans une guerre terminale), chez Romero, la perspective nationaliste présentait en premier lieu une dimension directement politique. Romero s’appliqua, autant qu’il put, à minimiser les écarts, réputés insurmontables, entre les différentes subdivisions de la nationalité brésilienne, et ne fera pas sienne la notion euclidienne du métissage dégénéré, incarné par le mulâtrisme du littoral, ni celle d’un métissage supérieur, représenté par le sertanejo, que Da Cunha qualifia d’« homme fort ». La solution romérienne fut de déceler dans le métissage ― sans toutefois le spécifier plus avant, afin d’en faire un concept généralisable ― l’essence même de la nationalité brésilienne, propre à en neutraliser les possibles ferments de désagrégation.
Dans ses travaux critiques, Romero s’évertuait à détecter, dans l’intimité de l’écrivain ou dans le texte littéraire, les idiosyncrasies de la nationalité, de sorte à mettre en lumière les relations entre la production intellectuelle et ce que Romero nommait « l’histoire politique, sociale et économique de la nation ». Aussi, tendant à réduire la littérature à un ensemble de documents sur la nationalité, Romero prit-il à tâche de définir, à travers l’histoire littéraire, « les lois générales » qui auraient présidé, et continueraient à présider, à la formation du « caractère du peuple brésilien ». En particulier, l’ethnologie des « trois races » mises en contact (qui en tout état de cause sont au fondement de la nationalité), ainsi que l’environnement naturel tropical, seront invoquées par lui non seulement pour rendre raison du passé, mais aussi pour présumer de ce que sera le futur du Brésilien. Les présuppositions scientifiques ― les lois générales ― devaient permettre de parvenir à l’essence brésilienne, c’est-à-dire à son esprit propre, son génie. 
Un autre trait caractéristique et frappant de l’œuvre de Sílvio Romero, mais aussi de nombre d’autres intellectuels et écrivains brésiliens de la fin du XIXe siècle, était le sens très large donné au terme de littérature ; en particulier, la ligne de démarcation entre le genre éminemment littéraire et l’historiographie, ou entre science et fiction, était très ténue. On pourrait y voir un vestige de la rhétorique classique, qui empêchait de fixer le tracé moderne des limites entre histoire, critique, science et fiction : tout était réputé littérature, et était catalogué écrivain quiconque écrivait. Les difficultés qu’éprouvait Romero à déterminer l’extension et les limites de son champ intellectuel trouve sans doute son pendant dans l’opposition entre la conception de la littérature propre à la rhétorique classique, et la perception romantique du domaine littéraire. Romero observe :

« Il convient de déclarer que la division proposée n’est pas exclusivement guidée par les faits littéraires ; en effet, pour moi, l’expression littérature prend l’ampleur qui lui a été donnée par les critiques et historiens allemands. Elle comprend toutes les manifestations de l’intelligence d’un peuple ― politique, économie, art, créations populaires... ― et non, comme il est de coutume de supposer au Brésil, seulement les dénommés beaux arts, qui au bout du compte se réduisent presque exclusivement à la poésie. »

De la même façon, le découpage en périodes littéraires tel que retenu par Romero n’obéit pas à des critères de nature esthétique ou artistique.

#### La littérature populaire brésilienne
Sílvio Romero étudia longuement la culture populaire brésilienne, et ses recueils servirent ensuite de matériau à d’autres chercheurs, dont notamment Mário de Andrade. En ce qui concerne les personnages de ce type de littérature, il considérait comme autant d’avatars du même peuple le sertanejo, le matuto (habitant de la bande boisée sise entre littoral et sertão), le praieiro (habitant des régions côtières), etc., car dans ces différents types prédomine le caractère national, d’origine populaire, lequel unifie tout ; ce même caractère national se manifeste pareillement dans les productions anonymes de la culture populaire. Cependant, l’on se gardera d’en déduire qu’il faille songer à « un Brésil uniforme, monotone, lourd, indistinct, annulé, voué à la dictature d’un centre régulateur d’idées. C’est de la conjonction des diverses aptitudes des États que doit surgir notre progrès ». Pour Romero, la fusion ou le métissage des chants populaires, romances, xácaras, oraisons populaires, virelangues, poésies religieuses, etc. est, de façon analogue, le vecteur d’un métissage psychologique : 

« Les romances et les xácaras qui nous viennent de ce Brésil du dehors sont des cas incontestables de cette espèce d’hybridation. Ce sont des produits récents de nos actuelles populations métissées, moulées sur de vieux éléments traditionnels, entièrement transformés par les chanteurs modernes, caipiras, tabaréus, matutos ou sertanejos. »

C’est dans une telle perspective décentrée que Romero s’efforçait de voir la culture brésilienne, sans les préjugés de ceux qui, selon son expression, la voyaient avec la tête et les pieds dans la capitale Rio de Janeiro. En revanche, Romero dépréciait les rimailleurs qui essayaient gauchement d’imiter la culture populaire, visant par là les Catulos da Paixão Cearense de tous les temps. À l’inverse, les productions de quelques-uns des meilleurs auteurs lyriques brésiliens, comme p. ex. Gonçalves Dias, Fagundes Varela, Castro Alves, Casimiro de Abreu etc. comportent des appropriations réussies de la culture populaire.

#### Littérature et nationalité
Romero tenait le métissage pour l’idéal de l’identité nationale brésilienne. Dans sa vision particulière de cette interaction anthropologique, il s’ingénia à amalgamer des déterminants raciaux avec des éléments issus d’autres sphères : éléménts d’ordre psychologique, sociologique, culturel, mais aussi politique ; ainsi passa-t-il d’un modèle anthropologique du métissage à un concept politique, qui, au contraire du fédéralisme, serait garant de l’unité du Brésil. Cet unitarisme politique, spirituel et ethnique du pays devait contrecarrer le risque, jugé par Romero consubstantiel au peuple brésilien, que représentait le fonds ibéro-latin, toujours propice au démembrement, ce dont l’Amérique hispanique offrait un exemple. Il n’acceptait pas davantage ce qu’il désignait par la manie brésilienne de copier les Nord-Américains : « L’idée d’une fédération s’appuie sur deux fausses présuppositions : la croyance erronée que ce qui convient aux Anglo-Américains nous convient aussi à nous, et la fausse théorie faisant supposer que c’est dans cette direction que nous conduisent les leçons de l’histoire ». Romero appartenait sans doute au groupe des classes moyennes citadines qui n’acceptaient pas les oligarchies régionales, aux tendances décentralisatrices et visées Séparatisme|séparatistes. Par contraste, Romero percevait le métissage comme une force biologique capable de consolider l’unité nationale. Cette interaction ethnique de l’histoire brésilienne, « représentée par le sang et par la langue », était devenue selon lui « le centre d’attraction constitutif des grands foyers nationaux ». 
Pour Romero, le métis est le dépositaire du caractère national brésilien : « Le métis est le produit physiologique, ethnique et historique du Brésil ; il est la forme nouvelle de notre différenciation nationale. Notre psychologie populaire serait un produit de ce stade initial ». Cependant, s’il met l’accent sur ce trait ethnico-culturel, cela ne signifie pas pour autant que « nous constituions une nation de mulâtres, puisque la forme blanche est prédominante et le restera ; je veux seulement dire que l’Européen s’est ici allié à d’autres races, et que de cette union a émergé le Brésilien authentique, celui qui ne se confond plus avec le Portugais et sur lequel repose notre avenir ». Selon Romero, un type nouveau avait surgi au Brésil sur la base de cinq facteurs, dans l’interaction desquels prédomine le processus de métissage, tant du point de vue physique que culturel. Ces facteurs sont : le Portugais, le noir, l’indien, le milieu physique et l’imitation étrangère. L’échelle d’évaluation utilisée par Romero pour juger d’un auteur avait ce métissage pour point de référence : plus un auteur est métis, plus il est proche du caractère national brésilien.
Concernant le métissage, il y a lieu de préciser que Sílvio Romero sut s’affranchir des divers fantasmes basés sur la croyance en l’inégalité des races, et son racisme était d’un type que l’on pourrait qualifier d’antropologique, d’acceptation générale à son époque, et partagée par la grande majorité des penseurs progressistes. Cependant, il ne professait pas de racisme politique (tel que conçu par Gobineau et, plus radicalement encore, par Chamberlain), aux termes duquel les « races supérieures » avaient pour devoir de civilisation de dominer les « inférieures ». Prenant acte du métissage en cours au Brésil, il souhaita la faire pencher vers les combinaisons qu’il jugeait favorables, c’est-à-dire celles qui s’accomplissaient avec la race que, parmi les trois qui constituaient le peuple brésilien, Romero considérait comme supérieure. Dans ce même esprit, il avait en horreur l’immigration japonaise, bien qu’il admirât le Japon. Il n’adhéra pas non plus à la vision aristocratique (comme après lui Oliveira Viana), mais prônait au contraire une fraternisation générale des races, moyennant que ce fût dans le sens du « bon » mélange, permettant de parvenir au Brésil à une population ethniquement stable, homogène, apte à se manifester démocratiquement et à exprimer sa volonté, unique base de la véritable souveraineté, ainsi qu’il l’affirma plus d’une fois. Son racisme antropologique le fit aboutir à une vision d’égalité et d’universalisation des droits, à l’opposé d’une glorification des élites, privilégiées car racialement supérieures. 
En rédigeant son História da literatura brasileira, Romero se proposait de donner un aperçu des efforts faits par le peuple brésilien pour penser et créer par ses propres moyens ; pour ce faire, l’auteur évoque pour chaque période les représentants les plus significatifs de ce peuple. Dans cette entreprise, l’auteur maintiendra la répartition des tâches selon laquelle il appartient au critique et à l’historien de discuter des questions nationales, non pas au poète ; à celui-ci incombe fondamentalement d’avoir du talent, sans se préoccuper si ce qu’il est en train de créer est ou non national ; à essayer d’être national à tout force, le résultat en serait faux. N’est pas national qui veut, mais « celui que la nature fait tel, même s’il ne s’y applique pas ostensiblement ». Les thématiques universelles peuvent ou doivent être traitées dans une optique brésilienne. Dans ce même sens, Romero s’appliqua à mettre en évidence une multiplicités de systèmes dans la littérature brésilienne, en fonction de la nature ethnique originelle (africaine, autochtone ou métisse — sertanejos, tabaréus, matutos, etc.). Il est notable qu’Indiens et Africains ne sont jamais évoqués en tant que tels dans História, mais seulement en relation avec le métis et la diversité du métissage. 
Selon cette perspective, le caractère national de la littérature ne s’invente pas, mais se constitue spontanément, pour ensuite se manifester sur le plan littéraire, y compris même contre la volonté des écrivains. Dans História, le national tend à se confondre avec le métissé, et Romero projeta dans le métis les traits psychosociaux d’orgueil et d’indépendance, qui à ses yeux étaient caractéristiques du caractère national brésilien. C’est en célébration de ce métissage que p. ex. l’auteur prit la défense affectueuse du poète Domingos Caldas Barbosa : dans le système littéraire, Caldas Barbosa était pour Romero un poète représentatif de son époque, en raison aussi de ce qu’il avait atteint à la popularité et obtenu la consécration ; la population anonyme, s’étant approprié les chants du poète, les transforma à sa manière, produisant un matériau porteur de la façon d’être d’une population tropicale, très suave, éloignée autant de Lisbonne que de Rio de Janeiro.

### Travaux sociologiques et ethnographiques
Les études sociologiques et ethnographiques de Sílvio Romero sont sous-tendues par un positivisme tempéré de spencérisme, et négligent l’optique catholique.
Sa démarche s’appuyait sur la dénommée méthode monographique mise au point par le sociologue français Frédéric Le Play. Celui-ci s’était appliqué à identifier, par une analyse minutieuse des phénomènes sociaux, les lois garantissant la paix et la stabilité des sociétés. Ces lois, établies scientifiquement, seraient immuables, encore qu’elles ne puissent être connues que par le biais de l’expérience. Le Play, qui récusait les systèmes théoriques échafaudés a priori par les diverses écoles de sociologie, postulait l’existence d’un critère à l’aide duquel il serait possible de reconnaître de façon absolument scientifique les causes précises qui sont à l’origine de la prospérité ou de la décadence des sociétés. Ce critère ne peut être trouvé dans les fictions théoriques, qui sont arbitraires, mais dans les faits sociaux méthodiquement observés. Il ne s’agit plus, selon Le Play, de se retrancher dans son cabinet de travail, à l’instar p.ex. de Rousseau, pour y disserter doctement sur la constitution des peuples, mais de parcourir le monde afin de recueillir des faits en grand nombre, lesquels, dûment ordonnés, seront susceptibles de révéler le secret des sociétés humaines, ainsi que les lois fondamentales que les peuples ne peuvent dédaigner d’observer sans tomber dans la décadence et la décomposition. Il y a lieu donc, selon Le Play, d’étudier patiemment les conditions dans lesquelles vivent les peuples ayant réussi à préserver la paix sociale et la stabilité. En outre, le sociologue devra, arguait Le Play, se dépouiller d’emblée de tous les préjugés que son éducation et son milieu auraient pu déposer dans son esprit, afin d’être apte à accueillir toutes les vérités que l’observation pourrait lui dévoiler, lors même que ces vérités fussent en contradiction avec ses croyances les plus chères. Ce travail d’observation, conduit scientifiquement, permettrait au chercheur de pratiquer pour ainsi dire l’autopsie du corps social, de classer les faits observés dans un ordre scientifique et d’en déduire les conséquences, avec une évidence capable d’emporter la conviction de tout esprit désireux d’arriver à la vérité. Envisageant le corps social comme un grand organisme, Le Play considérait que les lois générales de celui-ci devaient déjà être en quelque sorte gravées dans chacune de ses cellules, de là qu’il incombe au chercheur d’analyser en premier lieu les idées, usages et institutions de la vie privée, qui, par antériorité ontologique, sont présentes au sein de la famille, plutôt que sous la forme de lois écrites. En accord avec cette méthode, préconisée par Le Play et appelée par lui méthode monographique, la recherche sociologique devait se donner pour tâche d’explorer les typologies familiales, afin d’en inférer les lois fondamentales régissant leur organisation, pour ensuite seulement formuler les principes directeurs de l’organisation de l’État. Il s’agira d’observer, dans ses moindres détails, un certain nombre de familles, à l’effet d’y déceler, à leur source la plus profonde, les causes de la force ou de la faiblesse, de la prospérité ou de la décadence des nations. 
Romero élargit l’univers d’observation tel qu’indiqué par Le Play pour inclure, en vue de ses études monographiques, la société entière, entendue non comme un tout unitaire à examiner sous un angle unique, mais comme totalité complexe, susceptible d’être analysée à partir d’« [...] une série de questions et de problèmes devant être étudiés par les processus d’observation [...] ». Ces questions et problèmes, répertoriés par Tourville dans sa nomenclature des faits sociaux, s’énumèrent comme suit : moyens d’existence, lieu, travail, propriété, biens meubles, salaire, épargne, famille, mode de vie, patronage, commerce, cultures intellectuelles, religion, voisinage, corporations, commune, unions de communes, ville, région, province, État, expansion de la race, l’étranger, histoire de la race, et position ou hiérarchie de la race. Romero intégra ces variables dans sa méthode monographique, en accord avec « les doctrines capitales de l’évolutionnisme sociologique de Spencer ». L’application des thèses de Le Play au cas du Brésil requerrait selon Romero l’accomplissement du programme suivant :

« Il serait nécessaire d’étudier avec soin, sous de multiples aspects, chacun des peuples qui entrent dans la formation du Brésil actuel : diviser le pays en zones ; dans chaque zone, analyser une à une toutes les classes de la population et une à une toutes les branches de l’industrie, tous les éléments de l’éducation, les tendances spéciales, les coutumes, le mode de vie des familles des différentes catégories, les conditions de voisinage, de patronage, des groupes, des partis ; apprécier plus particulièrement la vie des lieux de peuplement, bourgs et villes, les conditions du salariat dans chacun d’eux, les ressources des patrons, et cent autres problèmes sur lesquels, dans cette partie de l’Amérique, il n’advient jamais à la rhétorique politicienne des partis de réfléchir. »

L’ampleur de la tâche ainsi esquissée ne retint pas Romero d’affirmer que la question ethnographique était « la base fondamentale de toute l’histoire, de toute la politique, de toute la structure sociale, de toute la vie esthétique et morale des nations ». L’ethnographie d’autre part enseignerait que la famille « est la question des questions » ; elle est « la base de tout dans la société humaine : parce que, outre sa fonction naturelle de garantir la continuité des générations successives, elle forme le groupe le plus propre à la pratique du mode d’existence, le noyau légitime de la manière normale d’employer les ressources créées par les moyens de vie ». Les quatre modalités familiales typiques sont pour Romero : la patriarcale ; la quasi patriarcale ; la tronquée : et l’instable. Ces familles à leur tour donnent naissance à deux types de société : 1) celle de formation communautaire, et 2) celle de formation particulariste.
Doté d’une vision positiviste de la philosophie, vue comme classification des sciences, et d’une vision spencérienne de l’histoire, vue comme description du processus évolutif de l’esprit humain, Romero entreprit de classer les sciences en quatre grands groupes : a) les sciences propédeutiques (logique — ou formes du monde subjectif — et mathématique — ou formes du monde objectif) ; b) les sciences naturalistes (mécanique, physique, astronomie ou physique céleste, géogénie — géologie, minéralogie et géographie —, chimie, biologie et psychologie) ; c) sciences de transition (anthropologie, ethnographie et linguistique), et d) sciences sociales (industrie — ou sciences des industries ou économie politique —, art et science des arts — ou esthétique —, religion et science des religions — ou critique religieuse —, droit et science du droit — ou jurisprudence —, politique  — ou science de la politique et de l’administration de l’État  —, et morale et science de la morale — ou éthique),.
Nonobstant la présence, dans la sociologie romérienne, d’un héritage déterministe, explicable par ses influences positivistes (lesquelles portèrent Romero à formuler notamment le principe que les sciences morales « ressentent toujours l’impulsion provenant des sciences physiques et naturelles »), Romero affirma clairement, en ce qui touche aux sciences sociales, l’inexistence de hiérarchies ou de substitutions entre les variables étudiées, rejetant par là l’idée d’un monocausalisme. Quant à la scientificité de la sociologie, Romero argue que s’il est vrai que nous ne pouvons exiger de la sociologie qu’elle permette de faire, toujours et infailliblement, des prédictions constantes et une vérification immédiate des hypothèses, il ne faudrait pas pour autant en déduire que le statut de science doive être déniée à la sociologie. Dans Ensaio de Filosofia do Direito, Romero définissait ce statut de la manière suivante :

« Assurément, si de la science nous formulons un concept exagéré, si nous disons, à titre d’exemple, que seul est science « un complexe de connaissances organisées et systématisées de telle sorte qu’en elles il y ait toujours et infailliblement une prédiction constante et une vérification immédiate », si nous retenons une pareille définition, la sociologie alors n’est pas une science ; cependant, du même coup, sortent du cadre scientifique toutes ses compagnes, et n’y resteront plus que la mathématique. Or ceci est absurde. Pour qu’il y ait science, il suffit que les sujets soient délimités, qu’il soit possible de leur appliquer la méthode, la systématisation générale, l’induction de lois fondamentales, la prédiction plus ou moins sûre dans plusieurs cas, la vérification pour la plupart des hypothèses. Sous ces conditions, la sociologie entre dans le cadre. Le reste est exagération. »

Romero prit part au débat autour de la question de savoir si la sociologie niait l’existence de la liberté humaine. À la suite de la théorie de Wilhelm Wundt, Romero définit la liberté comme un sentiment dans lequel entrent des éléments de l’intelligence et de la volonté. Dans son Ensaio de Filosofia do Direito, il écrivit sur ce point :

« La liberté n’est pas un principe particulier de la volonté, ni un principe singulier de l’intelligence ; elle est un produit entièrement similaire aux sentiments. La critique profonde de Wundt mit complètement au jour la nature complexe de ces derniers, dans lesquels entrent des éléments de la sensibilité et de l’intelligence, réunis synthétiquement. C’est ce qui, nous semble-t-il, se passe avec la liberté ; c’est un sentiment dans lequel entrent des éléments de l’intelligence et de la volonté. Il est aussi inattaquable que le sont le sentiment du beau, le sentiment de l’honneur, le sentiment de l’amour ou tout autre quel qu’il soit, qui ont leurs racines dans les profondeurs les plus cachées de la psychologie humaine. La liberté ainsi admise, il n’est pas nécessaire de l’identifier à un produit mécanique pour la concilier avec la science. Une rigueur semblable nous porterait à ne pas admettre comme science ni la psychologie, ni l’esthétique, ni la morale, ni même la biologie […]. C’est en outre un abus injustifiable que de prétendre que la science ne puisse naître que de la mécanique. La raison de cette méprise réside en ceci que ses auteurs supposent qu’il n’existe de prédiction que dans les faits mécaniques des sciences exactes. Spencer déjà prouva contre Froude que cette dernière affirmation n’est pas exacte, c’est-à-dire qu’il prouva qu’en sociologie il y a souvent des prédictions et que celles-ci n’existent pas toujours dans les sciences exactes,. »

## Polémiques et contradictions
Un des traits les plus saillants de la personnalité de Romero était sa tendance à s’engager dans des polémiques virulentes et explosives contre d’autres écrivains, intellectuels et hommes politiques, et de s’y montrer parfois très intolérant. Un des traits les plus saillants de la personnalité de Romero était sa tendance à s’engager dans des polémiques virulentes et explosives contre d’autres écrivains, intellectuels et hommes politiques, et de s’y montrer parfois très intolérant. Il y avait du reste un fort contraste entre sa manière d’être dans le quotidien, où il se montrait un homme affable, et sa grossièreté et âpreté comme auteur. Selon Antonio Candido, « les témoignages de ses contemporains le dépeignent comme une personne bonasse, d’excellente humeur, désintéressée, généreuse, communicative ; mais, une fois la plume en main, il préférait attaquer, descendre en flammes tout ce qui le contrariait, et manifestait alors une rivalité frôlant la jalousie, une vanité frisant l’arrogance, une susceptibilité confinant à la paranoia ».

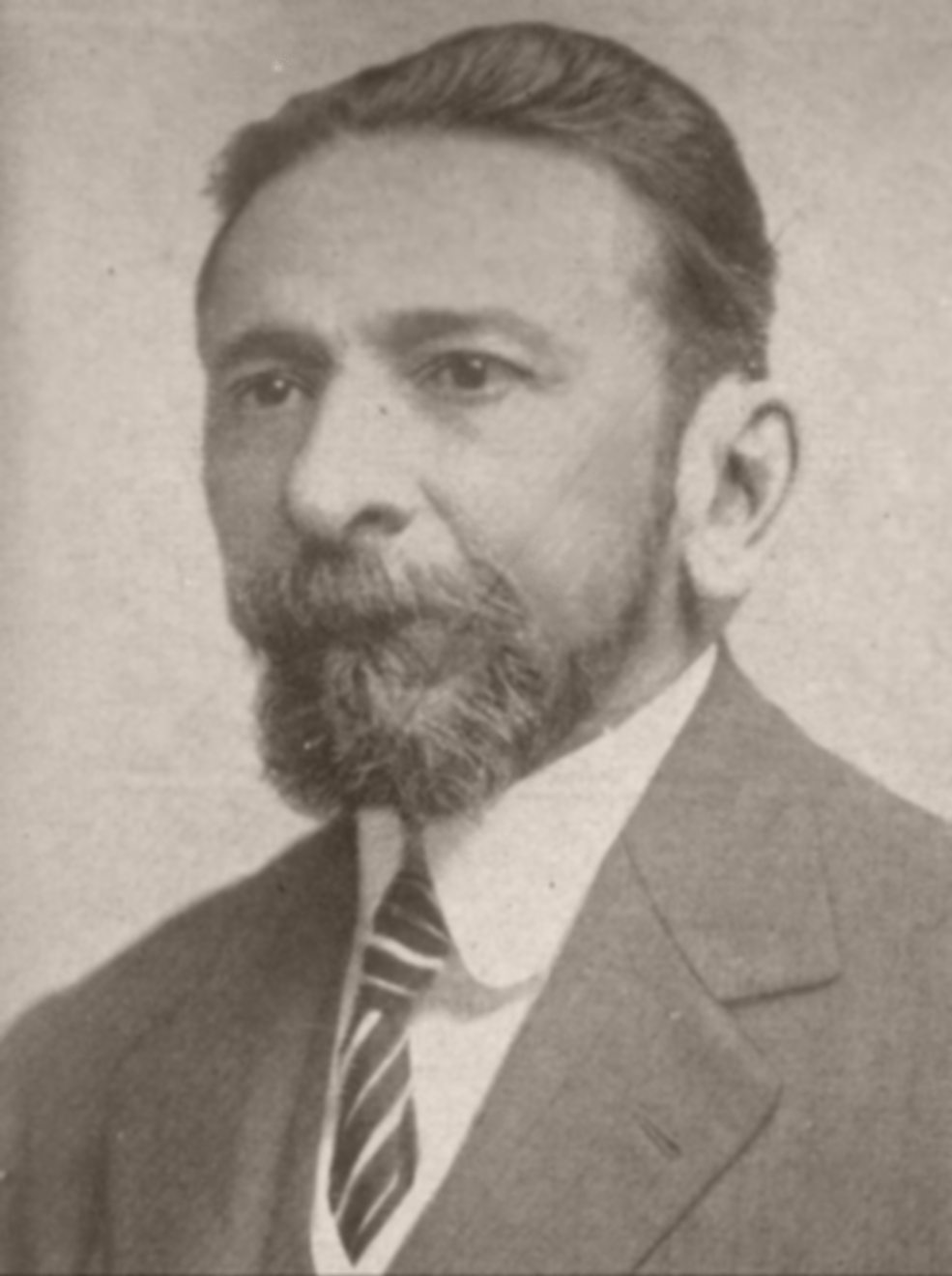
José Veríssimo, avec qui Romero eut une querelle retentissante.

Les contradictions qui émaillent sa vie et son œuvre étaient la projection dans son esprit de la perturbante complexité d’une société brésilienne marquée par nombre de disharmonies et de discordances ; c’est cela justement, comme le remarque Antonio Candido, qui fait que « son œuvre est davantage qu’une construction bien faite, qui satisfait en elle-même : elle est une image nerveuse du pays ». Parmi ces contradictions, on peut relever notamment : l’intensité de son patriotisme, et le défaitisme avec lequel il ne laissait de contempler sa patrie ; son exaltation de la culture allemande, brandie en quelque sorte comme un contrepoison intellectuel aux influences que subissait habituellement le Brésil, face à sa pratique intensive et prédominante de la plus notoire de ces influences, la française ; son insistance sur la necessité d’établir une critique littéraire scientifique et objective, en accord avec l’esprit qui avait présidé au développement des sciences de la nature au XIXe siècle, à côté de sa propension à constamment juger et évaluer, et de sa véritable manie de voir la littérature comme un concours permanent, où le critique s’octroie le droit de distribuer récompenses ou réprobations ; sa vision pénétrante de la fonction et de la nature du métissage, vis-à-vis de son racisme constant, appuyé sur Gobineau et renforcé par Vacher de Lapouge ; son libéralisme progressiste et sa lutte contre les oligarchies, à côté de sa profonde méfiance du peuple au niveau politique ; enfin, son intérêt et sa sympathie envers le socialisme, et en même temps non seulement sa conviction que celui-ci ne serait pas viable au Brésil, mais encore ses affirmations subséquentes que cette idéologie procédait de la dégénérescence de groupes raciaux inférieurs.
Sa trajectoire intellectuelle dénotait une personnalité en constant mouvement et tendant à se focaliser sur certains sujets déterminés, qu’il ne cessa de reprendre et de reformuler dans ses articles et essais, pour les regrouper enfin dans sa grande œuvre synthétique, l’História da literatura brasileira. Incessamment poussé à « perfectionner » son œuvre, il s’appliquait à ajouter toujours de nouvelles données ou nuances à ses théories et à ses études critiques ; cette attitude avait son pendant dans la manière de penser la réalité qui était propre à sa sphère idéologique, à savoir le naturalisme évolutionniste, en analogie avec les constants perfectionnements qu’un organisme vivant acquiert tout au long de sa lutte pour la survie ; à cela viendra se surajouter son goût pour la polémique et la contradiction, qui le portait à prendre à partie toute personne en désaccord avec ses points de vue et qui explique en partie l’hétérogénéité de ses écrits. Pour Antonio Candido, lecteur de Romero au milieu du XXe siècle,  

« [...] la contradiction était sa manière à lui de vivre la pensée, si bien que, au lieu de le paralyser ou de le faire reculer, cela le faisait aller en avant. Ses idées ne s’imposaient pas comme développement linéaire et conséquent, mais comme va-et-vient, reprise incessante, tension des contraires, vision simultanée de l’avers et du revers — ce qui peut blesser les exigences logiques, mais enrichit le sens de la réalité. Sous cet aspect, il y avait quelque chose de dialectique dans le jeu de ses idées et opinions, qui, quand elles n’arrivaient pas à une synthèse satisfaisante, permettaient toujours quelque conclusion intéressante, grâce à l’entrechoquement, parfois antinomique, mais vif, des propositions, jouées comme des pierres. »

Ainsi, des affirmations péremptoires, parfois médiocrement étayées, mais toujours posées de la façon la plus tranchante, à l’encontre de points de vue critiques en désaccord avec les siens, seront-elles à l’origine de nombre de polémiques, comme celle retentissante qui l’opposa au critique José Veríssimo. Ce dernier, bien que reconnaissant le mérite historique de Sílvio Romero, avait mis le doigt sur certaines failles dans ses appréciations ou jugements de valeur littéraires. Romero en effet fut souvent partial et se trompa dans ses évaluations de plusieurs écrivains, témoin notamment l’entêtement dont il fit montre dans son analyse de l’œuvre de Machado de Assis, analyse qui doit être considérée comme une erreur critique scandaleuse. Sa conception de la critique littéraire renvoyait à une considération plus large de la culture, qui le portait à déprécier ce qui provenait de quiconque était taxé par lui d’esthétisant ou jugé trop éloigné de la culture brésilienne. Ces polémiques ne se déclenchaient pas à son corps défendant, au contraire, il paraissait en jouir, car elles lui permettaient de construire et de cultiver son image d’auteur critique implacable, comme l’atteste son prologue à la première édition de son História, où il indique que « les polémiques violentes dans lesquelles il s’était trouvé impliqué », de Recife à Rio de Janeiro, provenaient de ce qu’il ne faisait pas de la critique pour plaire et fournissait lui-même la « raison du tintamarre, de la criaillerie, des insultes ».
Une autre de ces querelles était dirigée contre le journaliste et politicien Lafayette Rodrigues Pereira, et faisait suite à la publication par Lafayette, au lendemain de la parution du livre Machado de Assis de Romero en 1897, d’une série d’articles en défense de l’écrivain Machado de Assis. Dans Zeverissimações Ineptas da Crítica, de 1909, Romero s’en prit virulemment à José Veríssimo, lui reprochant d’avoir fait trop peu de cas de Tobias Barreto, que Romero admirait particulièrement.
Teófilo Braga pourvut d’une préface et d’annotations les ouvrages de Romero Cantos Populares do Brasil (1883) et Contos Populares do Brasil (1885), publiés originellement à Lisbonne ; cependant, s’étant enhardi à changer l’ordre des chapitres du deuxième ouvrage, il s’attira les foudres de Sílvio Romero, qui écrivit les brûlots Uma Esperteza: os cantos e contos populares do Brasil e o Sr. Theophilo Braga (1887 ; esperteza = fourberie) et Passe Recibo (1904), dans lesquels il fustigea Braga en dépassant les bornes et règles de la civilité. Braga s’y voyait reprocher plusieurs modifications que Romero considérait comme des irrégularités, Braga ayant, selon Romero, ajouté au livre des contes issus de recueils d’autres auteurs.
Romero mena aussi campagne contre l’immigration allemande, désignant les immigrants germaniques et leurs descendants comme une menace pour l’intégrité du Brésil.

### Œuvres de Sílvio Romero

#### Philosophie, politique et sociologie

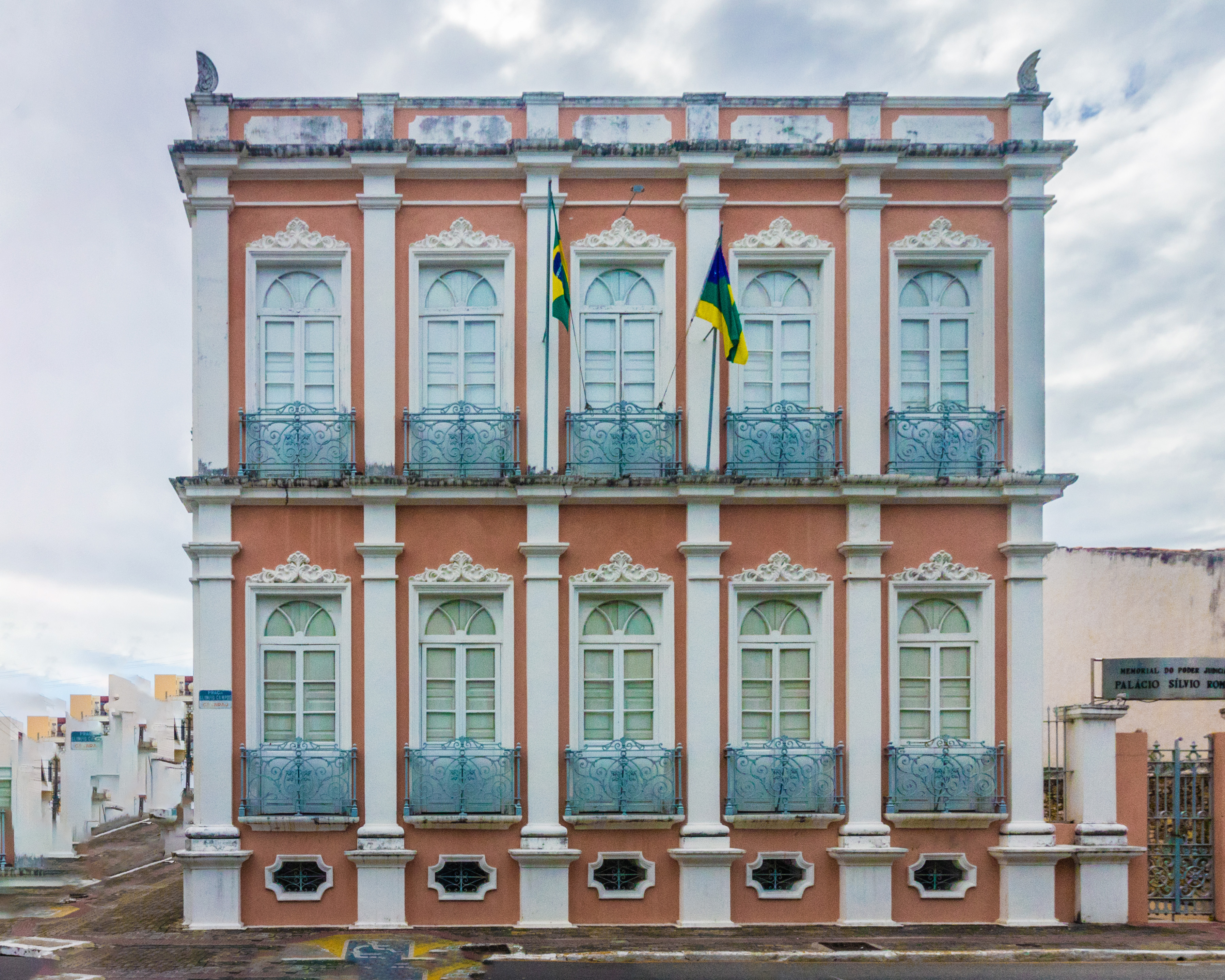
Palais de justice d’Aracaju, nommé Palácio Silvio Romero en hommage à l’écrivain et juriste.

- A filosofia no Brasil : ensaio crítico, Porto Alegre, Tipografia de Deutsche Zeitung, 1878, 192 p.
- Interpretação filosófica na evolução dos fatos históricos, Rio de Janeiro 1880 (thèse de concours pour l’obtention de la chaire de philosophie au Colégio Pedro II).
- Ensaios de philosophia do direito, Récife, Companhia Impressora, 1885, 307 p.
- Ensaios de philosophia do direito. Apêndice Gumercindo Bessa, Rio de Janeiro, Cunha e Irmãos Editores, 1895, 264 p.
- Ensaios de philosophia do direito, Rio de Janeiro, Livraria Francisco Alves, 1908 (2e éd.), 320 p.
- Ensaios de filosofia do direito, Sao Paulo, Landy Livraria Editora, 2001 (rééd.), 179 p.
- A filosofia e o ensino secundário (opuscule), Rio de Janeiro, 1885
- Doutrina contra doutrina; o evolucionismo e o positivismo no Brasil, Rio de Janeiro, Editor J. B. Nunes, 1894 (lire en ligne)
- Doutrina contra doutrina; o evolucionismo e o positivismo no Brasil, Rio de Janeiro, Livraria Clássica de Alves & Cia, 1895 (2e éd. améliorée), 293 p.
- Obra filosófica. Introdução e seleção Luís Washington Vita, Rio de Janeiro, Livraria José Olympio Editora, coll. « Documentos brésiliens (n°139) », 1969, 701 p.
- Ensaios de crítica parlamentar, Rio de Janeiro, Moreira Máximo & Cia, 1883, 186 p.
- As formas principaes da organização republicana (opuscule), Rio de Janeiro, 1888
- Parlamentarismo e presidencialismo na república brasileira; cartas ao conselheiro Rui Barbosa, Rio de Janeiro, Companhia Impressora, 1893, 152 p. (lire en ligne)
- Discursos, Porto, Livraria Chardron, 1904, 316 p.
- O alemanismo no sul do Brasil; seus perigos e meios de os conjurar, Rio de Janeiro, Typ. Heitor Ribeiro, 1906, 72 p.
- O Brasil social; vistas sintéticas obtidas pelos processos de Le Play, Rio de Janeiro, Typ. Jornal do Commercio, 1907, 43 p.
- Geografia da politicagem (opuscule), Rio de Janeiro, 1909
- Bancarrota do regime federativo na república brasileira (opuscule), Rio de Janeiro, 1910
- Provocações e debates; contribuição para o estudo do Brasil social, Porto, Livraria Chardron, 1910, 416 p. (lire en ligne)
- O castilhismo no Rio Grande do Sul, Rio de Janeiro, 1910
- O Brasil na primeira década do século XX, Lisbonne, A Editora Limitada, 1912, 209 p.
- O remédio (discours de réception), Rio de Janeiro, 1914
- A união do Paraná e Santa Catarina: o Estado de Iguassú (extraits d’une série d’articles parus dans le journal A Época en novembre 1912. Préface d'Arthur Guimarães), Niterói, Escola Typ. Salesiana, 1916, 45 p.
- Parlamentarismo e presidencialismo. Introdução de Pedro Calmon, Brasília, Senado Federal, coll. « Bernardo Pereira de Vasconcelos. Série Estudos Políticos (n°14) », 1979, 84 p.
- Realidade e ilusões no Brasil; parlamentarismo e presidencialismo e outros ensaios. Seleção e coordenação Hildon Rocha, Petrópolis, Editora Vozes, 1979, 324 p.
- O Brasil social e outros estudos sociológicos, Brasília, Senado Federal, coll. « Biblioteca Básica Brasileira », 2001, 277 p.

#### Études littéraires
- A poesia contemporânea, Récife, 1869
- A literatura brasileira e a crítica moderna; ensaio de generalização, Rio de Janeiro, Imp. Industrial de João Paulo Ferreira Dias, 1880, 206 p.
- Introdução à história da litteratura brasileira, Rio de Janeiro, 1882 (lire en ligne)
- O naturalismo em literatura (opuscule), Sao Paulo, Tipografia da Província de São Paulo, 1882 (lire en ligne)
- Valentim Magalhães; estudos críticos, Rio de Janeiro, Tipografia da Escola, 1885, 80 p. (lire en ligne)
- Estudos de literatura contemporânea; páginas de crítica, Rio de Janeiro, Tipografia Universal (Laemmert), 1885, 290 p.
- História da literatura brasileira (deux volumes), Rio de Janeiro, Livraria Garnier, 1888 (lire en ligne) (2e éd. améliorée par l’auteur, 1902). Rééd. : José Olympio, 1943 et 1953 (5 vol.) ; éd. commémorative (direction Luiz Antônio Barreto), Rio de Janeiro, Editora Imago, 2001 (2 vol.)
- Luiz Murat; estudo, Rio de Janeiro, Leuzinger, 1891, 57 p.
- Machado de Assis; estudo comparativo da literatura brasileira, Rio de Janeiro, Tipografia Universal (Laemmert), 1897, 347 p. (lire en ligne) (2e éd. Rio de Janeiro, José Olympio, 1936, 156 p.)
- Novos estudos da literatura contemporânea, Rio de Janeiro, Livraria Garnier, 1898, 305 p. (lire en ligne)
- Martins Penna; ensaio crítico (avec une étude d’Arthur Orlando sur l’auteur de História da Literatura Brasileira), Lisbonne, 1900, 193 p.
- A literatura brasileira, Rio de Janeiro, Imprensa Nacional, 1900 (vol. 1)
- Ensaios de sociologia e literatura, Rio de Janeiro, Livraria Garnier, 1901, 295 p. (lire en ligne)
- O Duque de Caxias e a integridade do Brasil, Rio de Janeiro, Tipografia Universal (Laemmert), 1903
- Parnaso sergipano (2 vol.), Aracajú, Typ. "O Estado de Sergipe", 1899 (lire en ligne)
- Passe recibo (réplica a Teófilo Braga. Préface et direction par Augusto Franco), Belo Horizonte, Imprensa Oficial do Estado de Minas Gerais, 1904
- Evolução da literatura brasileira; vista sintética, Campanha, 1905, 150 p. (lire en ligne)
- Evolução do lirismo brasileiro, Récife, Tipografia J. B. Edelbrock, 1905, 201 p. (lire en ligne)
- Outros estudos de literatura contemporânea, Lisbonne, Tipografia de A Editora, 1905, 235 p. (lire en ligne)
- Compêndio da história da literatura Brasileira, Rio de Janeiro, Livraria Francisco Alves (en collaboration avec João Ribeiro), 1906 (2e éd. 1909), 550 p. (lire en ligne)
- Quadro sintético da evolução dos gêneros na literatura brasileira, Porto, Livraria Chardron, 1909, 76 p.
- Da crítica e sua exata definição, Rio de Janeiro, Imprensa Nacional, 1909, 34 p.
- Zéverissimações ineptas da crítica; repulsas e desabafos, Porto, Comércio do Porto, 1909, 183 p. (lire en ligne)
- Carlos Süssekind de Mendonça. Sílvio Romero de Corpo Inteiro, Rio de Janeiro, Ministério da Educação e Cultura. Serviço de Documentação, 941, 258 p.
- Minhas contradições, Salvador de Bahia, Livraria Catilina, 1914, 204 p.
- Teoria, crítica e história literária. Sélection et présentation par Antonio Candido, Sao Paulo, EDUSP, 1978, 233 p.
- Introdução doutrina contra doutrina (sous la direction d’Alberto Venâncio Filho), Sao Paulo, Companhia das Letras, 2011, 175 p.

#### Recueils et études de culture populaire
- Etnologia selvagem; estudo sobre a memória “Região e raças selvagens do Brasil”, Récife, 1875, 232 p. (lire en ligne)
- Cantos populares do Brasil, volume I & 2 (introduction et annotations de Theofilo Braga), Lisbonne, Nova Livraria Internacional, 1883 (rééd. 1885, 377 p. (lire en ligne) (2e éd., Livraria Clássica, Rio de Janeiro, 1894 ; éd. améliorée 1897, même éditeur, 197 p.).
- Lucros e perdas; crônica mensal dos acontecimentos, Rio de Janeiro, 1883 (lire en ligne)
- Uma esperteza : os cantos e contos populares do Brasil e o Sr. Theophilo Braga, Rio de Janeiro, 1887 (lire en ligne)
- Estudos sobre a poesia popular do Brasil, Rio de Janeiro, Tipografia Universa (Laemmert & Cia), 1888, 365 p. (lire en ligne)
- Estudos sobre a poesia popular do Brasil, Petrópolis, Editora Vozes, coll. « Dimensão do Brasil (n° 8) », 1977 (2e éd.), 273 p.
- Etnografia brasileira; estudos críticos sobre Couto de Magalhães, Barbosa Rodrigues, Theophilo Braga e Ladislao Netto, Rio de Janeiro, Livraria Clássica de Alves & Cia, 1888, 172 p. (lire en ligne)

#### Poésies
- Cantos do fim do século : poesia, Rio de Janeiro, Tipografia Fluminense, 1878, 232 p.
- Últimos harpejos : fragmentos poéticos, Porto Alegre, Carlos Pinto, 1883

#### Historiographie
- A história do Brasil ensinada pela biografia dos seus heróis, Rio de Janeiro, Francisco Alves, 1890 (2e éd. corrigée et augmentée (à destination des classes primaires) ; préface et glossaire par João Ribeiro, même éditeur, 1892.
- O antigo direito em Espanha e Portugal, 1894
- O elemento português no Brasil (opuscule), Rio de Janeiro, 1902
- A América Latina, Porto, Chardron, 1906, 361 p. (analyse du livre au même titre du Dr M. Bonfim)
- A pátria portugueza; o território e a raça, Lisbonne, Clássica, 1906, 515 p. (appréciation  de l’ouvrage homonyme de Theóphilo Braga)
- Trechos escolhidos (sélection de textes de Romero par Nelson Romero), Rio de Janeiro, Editora Agir, coll. « Nossos clássicos (n° 35) », 1975 (2e éd.), 96 p.

### Publications sur Sílvio Romero
- Bibliographie dans l’ouvrage collectif sous la direction d’Antonio Ferreira Paim, avec des contributions de José Veríssimo, Antonio Cândido, Antonio Paim, Evaristo de Moraes Filho, et Miguel Reale, Sílvio Romero (1851/1914). Bibliografia e Estudos Críticos, Salvador, Centro de Documentação do Pensamento Brasileiro, juillet 1999 (ISBN 85-7059-001-6, lire en ligne).
- Bibliographie très fournie sur le site internet du Centro de Documentação do Pensamento Brasileiro (CDPB).